# Saetheromyia tedorprimus
Saetheromyia tedorprimus är en tvåvingeart som först beskrevs av Sasa 1994.  Saetheromyia tedorprimus ingår i släktet Saetheromyia och familjen fjädermyggor. Inga underarter finns listade i Catalogue of Life.